# Salinas (Californië)
Salinas is een stad in de Amerikaanse staat Californië en telt 151.060 inwoners. Het is hiermee de 134e stad in de Verenigde Staten (2000). De oppervlakte bedraagt 49,2 km², waarmee het de 216e stad is.
De stad is bekend uit het boek East of Eden van John Steinbeck die uit de stad afkomstig was.

## Demografie
Van de bevolking is 7,1% ouder dan 65 jaar en bestaat voor 17,1% uit eenpersoonshuishoudens. De werkloosheid bedraagt 12,6% (cijfers volkstelling 2000).
Ongeveer 64,1% van de bevolking van Salinas bestaat uit hispanics en latino's, 3,3% is van Afrikaanse oorsprong en 6,2% van Aziatische oorsprong.
Het aantal inwoners steeg van 108.863 in 1990 naar 151.060 in 2000.

## Klimaat
In januari is de gemiddelde temperatuur 10,3 °C, in juli is dat 16,9 °C. Jaarlijks valt er gemiddeld 316,0 mm neerslag (gegevens op basis van de meetperiode 1961-1990).

## Stedenband
- Cebu City (Filipijnen)

## Geboren in Salinas
- John Steinbeck (1902-1968), schrijver en Nobelprijswinnaar (1962)
- Sacheen Littlefeather (1946-2022), actrice, model en activiste
- Ernie Irvan (1959), autocoureur
- Douglas Chandler (1965), motorcoureur
- Dustin Lance Black (1974), screenwriter, regisseur, film- en televisiemaker en een LGBTQ+-rechtenactivist
- Cain Velasquez (1982), Mexicaans-Amerikaans worstelaar en MMA-vechter
- Vanessa Anne Hudgens (1988), actrice
- Kayla Compton (1990), actrice

## Galerij

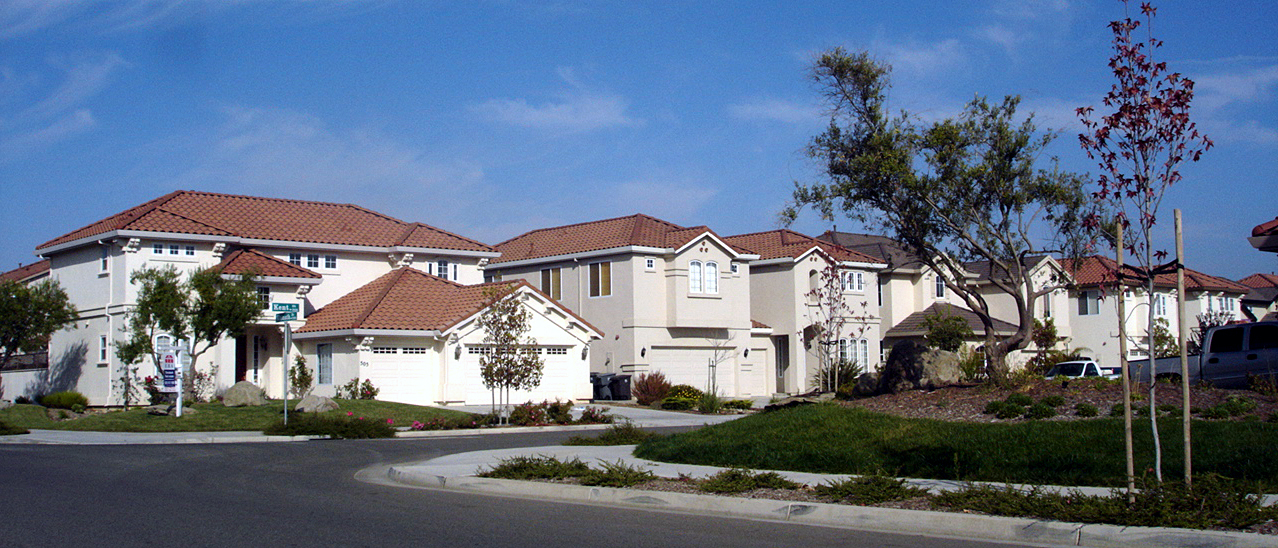
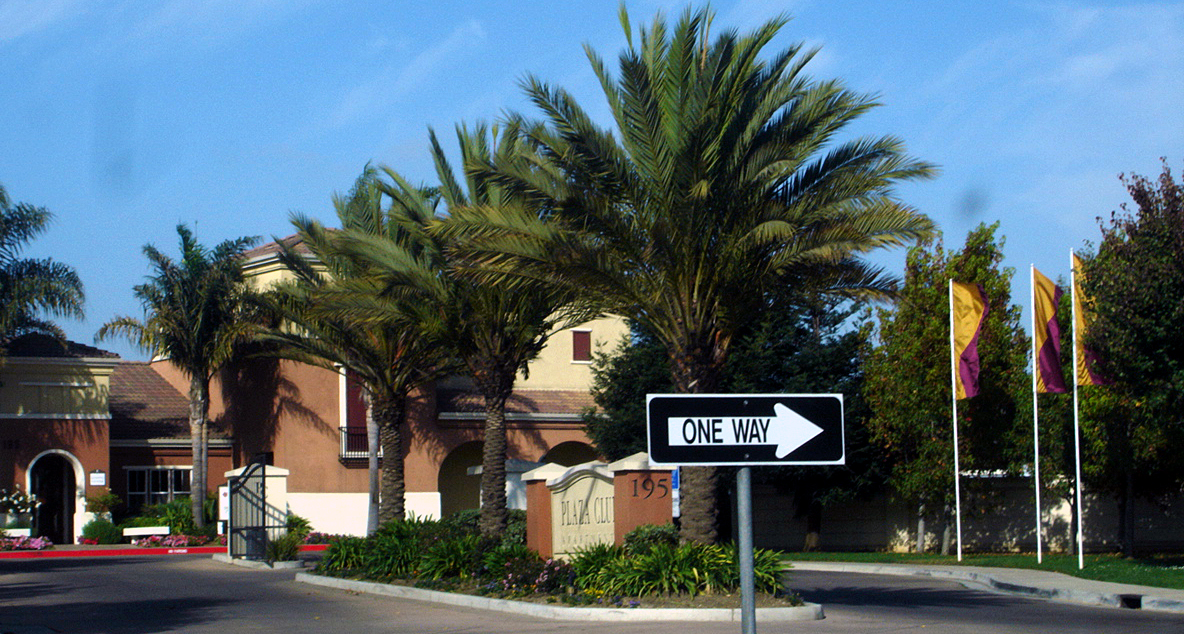
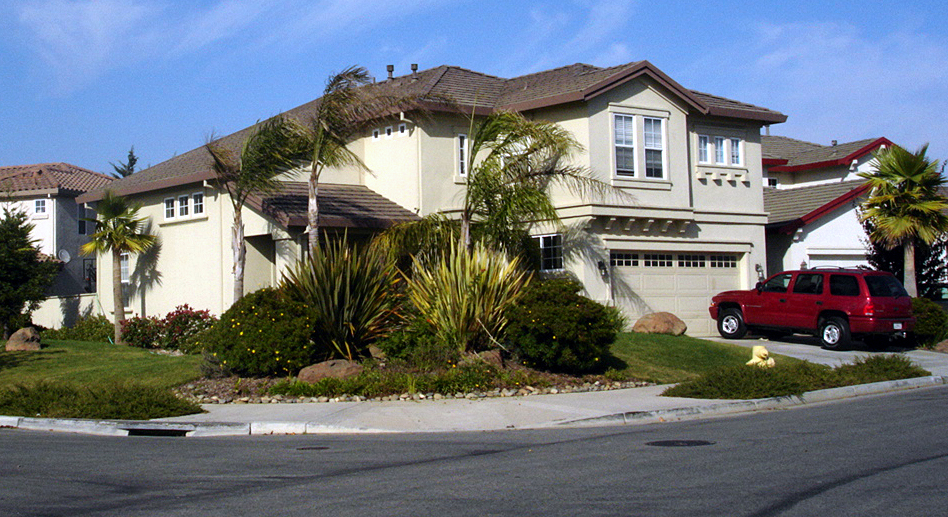
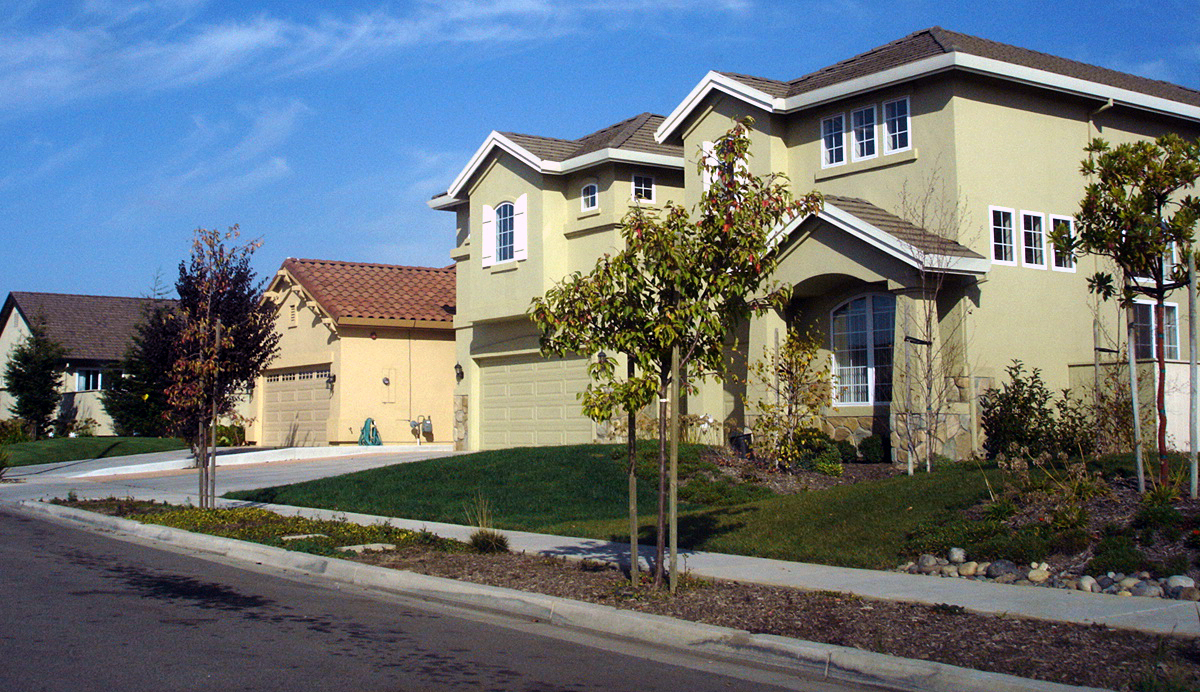
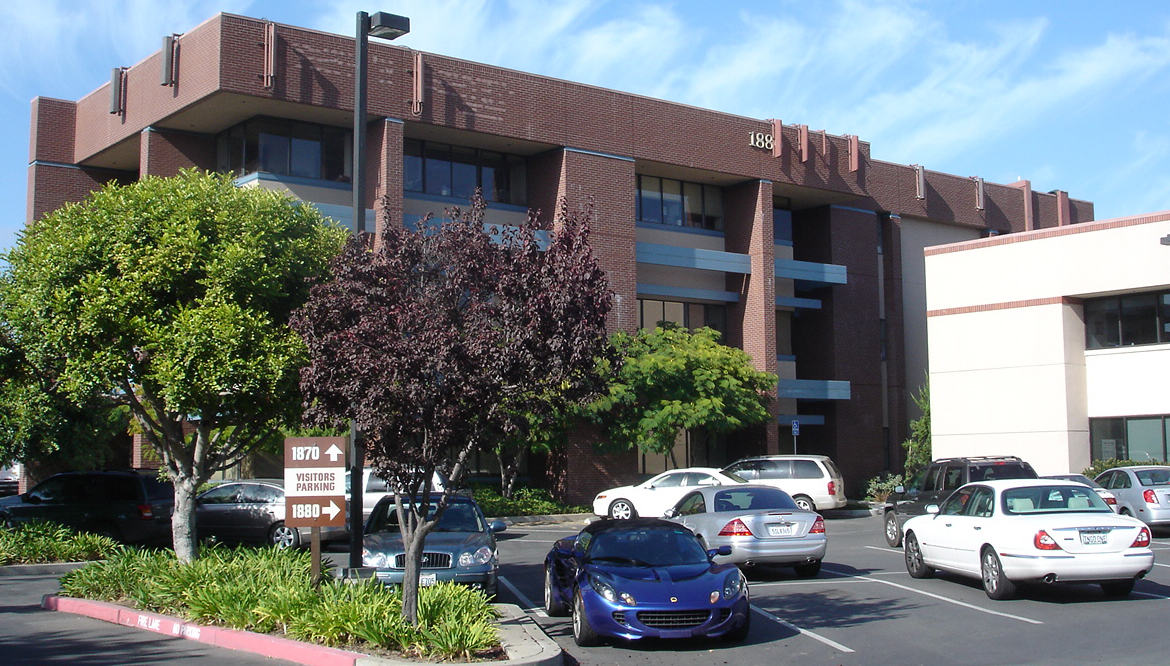
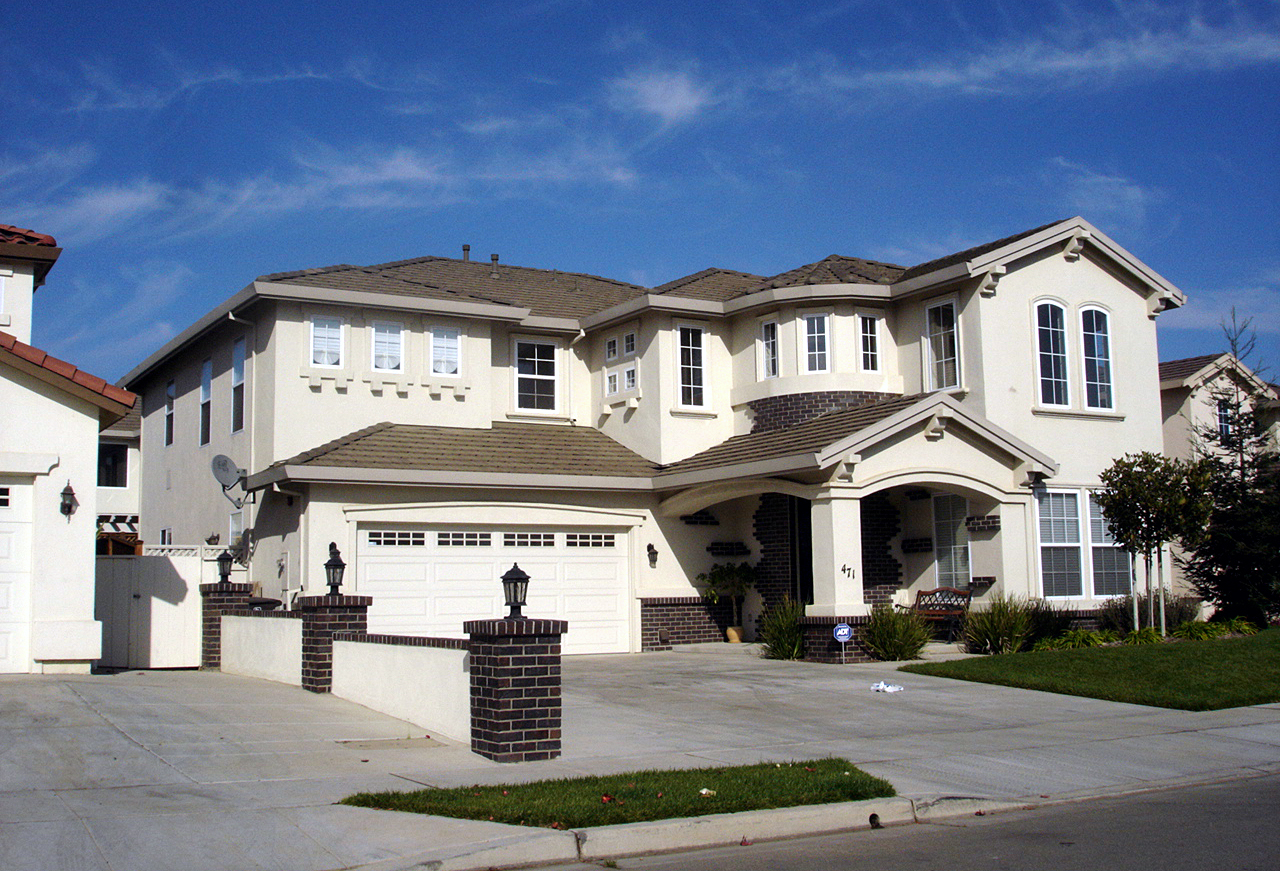